# يان فيت
يان فيت هو رسام ومنمش رسام مسودات باروكي فلمنكي. اشتهر بأنه من أبرز الحيوانيين ورسامي الحيوانات في القرن السابع عشر.